# Liste der denkmalgeschützten Objekte in Kaisers
Die Liste der denkmalgeschützten Objekte in Kaisers enthält die denkmalgeschützten, unbeweglichen Objekte der Gemeinde Kaisers.

## Denkmäler
| Foto |                 | Denkmal | Standort                                   | Beschreibung | Metadaten |
| ---- | --------------- | --- | ------------------------------------------ | --- | --- |
| ja   | Datei hochladen | Kath. Filialkirche Expositurkirche zur hl. Mutter Anna, Friedhof HERIS-ID: 67788 Objekt-ID: 80769 TKK: 24786, 33464 | Kaisers 27, gegenüber Standort KG: Kaisers | Der erste Kirchenbau wurde 1629 aufgrund eines Pestgelöbnisses errichtet. Dieser wurde um 1750 erweitert und 1782 geweiht. Nach Bränden wurde die Kirche 1833 und 1851 jeweils neu errichtet. 1905 erfolgte der Anbau einer Sakristei. Das Langhaus ist dreijochig und hat ein steiles Satteldach, der westseitig vorgestellte Eingangsturm leere Giebelfelder und eine Zwiebelhaube. Der Rundbogenchor ist eingezogen. Innen eine flache Spitzbogentonne und eine Doppelempore auf Säulen. Die Schablonendekorationsmalerei stammt aus dem Jahr 1851. | BDA-Hist.: Q38117584 Status: § 2a Stand der BDA-Liste: 2025-06-30 Name: Kath. Filialkirche Expositurkirche zur hl. Mutter Anna, Friedhof GstNr.: .35, 488, 489 Expositurkirche hl. Anna, Kaisers |
| ja   | Datei hochladen | Wohnhaus, ehem. Widum HERIS-ID: 39701 Objekt-ID: 39474 TKK: 24787                                                   | Kaisers 27 Standort KG: Kaisers            | Ehemals führte der ansässige Kurat den Pfarrhof als „Gasthaus zum guten Tropfen“. Seit 1938 gibt es keinen Kurat mehr. Das Gebäude befindet sich jetzt in Privatbesitz. | BDA-Hist.: Q37990654 Status: Bescheid Stand der BDA-Liste: 2025-06-30 Name: Wohnhaus, ehem. Widum GstNr.: .36                                                                                    |